# James Genus

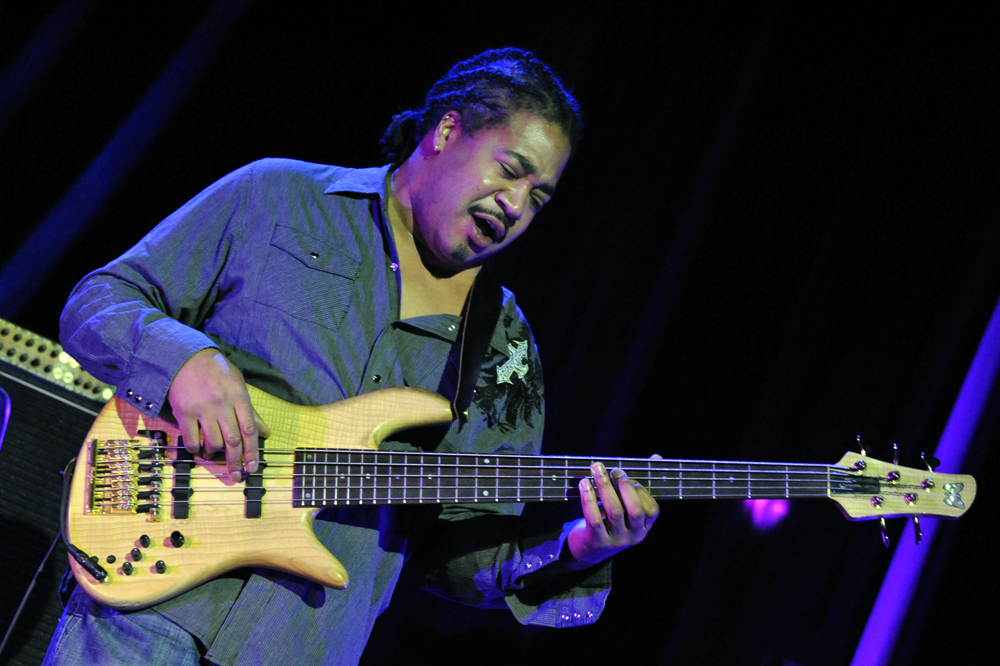
James Genus (2010)

James Genus (* 20. Januar 1966 in Hampton (Virginia)) ist ein US-amerikanischer Jazz-Bassist.

## Leben und Wirken
James Genus begann im Alter von sechs Jahren mit der Gitarre und wechselte mit 13 Jahren zum Bass.  Er studierte von 1983 bis 1987 an der Virginia Commonwealth University, u. a. bei Ellis Marsalis, und zog schließlich nach New York, wo er sich einen Namen als Sessionmusiker der dortigen Jazzszene machte. 1988/89 spielte er in der Formation Out of the Blue, mit Vincent Herring, 1989 mit Horace Silver, 1989/91 mit Roy Haynes und Don Pullen. 1990 ersetzte er kurz Walter Booker in der Nat-Adderley-Band, arbeitete dann in den 1990er Jahren außerdem mit Greg Osby und den New York Voices, Jon Faddis, T. S. Monk, Benny Golson, Dave Kikoski, Bob Berg, Geoff Keezer, Lee Konitz, Michael Brecker, Bob James, Branford Marsalis, Chick Corea. 1995 war er an John McLaughlins Album The Promise beteiligt; 1998 begann seine Zusammenarbeit mit Dave Douglas, bei dessen Alben In Our Lifetime, Soul on Soul, Strange Liberation und Leap of Faith er mitwirkte. 1998/99 arbeitete er mit Uri Caine bei dessen Produktion The Sidewalks of New York/Tin Pan Alley sowie dessen Trio-Album Blue Wail zusammen; 1998 bis 2001 war er in Conrad Herwigs Band. Er war bis 2013 festes Mitglied in der Band von David Sanborn.